# Aborto en Túnez
La interrupción voluntaria del embarazo o aborto inducido es legal en Túnez desde 1973 hasta los 3 meses de gestación a petición de la mujer. Túnez es junto con Turquía y Baréin los únicos países de mayoría musulmana donde el aborto inducido es legal.

## Aborto legal hasta los 3 meses de gestación
En Túnez se dan condiciones únicas comparadas con otros países musulmanes. El aborto es legal y libre desde 1973 hasta los 3 meses de gestación, a petición de la mujer y por cualquier motivo. Túnez, cuenta con un programa nacional de planificación familiar que incluye servicios públicos y gratuitos para la práctica del aborto quirúrgico y el aborto con medicamentos de calidad -empleando métodos modernos y prácticas basadas en evidencia-.

### Contexto cultural
El 98% de la población de Túnez es musulmana siendo uno de los pocos países de religión musulmana que han adoptado interpretaciones consideradas liberales de la ley islámica, o Sharia, respecto a asuntos relacionados con las mujeres y la familia. La poligamia fue abolida, la edad mínima para contraer matrimonio es de 17 años. Las mujeres tienen derecho de votar, divorciarse y trabajar.

## Planificación familiar
El programa nacional de planificación familiar fue organizado en 1976, tres años después de la legalización del aborto.

### Principios del programa nacional de planificación familiar
Según los principios del programa nacional de planificación familiar:
- Todos los servicios son gratuitos.
- Hay servicios disponibles en toda la extensión del territorio nacional.
- Las mujeres pueden elegir su método anticonceptivo con libertad.
- Las mujeres pueden optar por tener un aborto con libertad.

### Implantación del aborto con medicamentos
La implantación del aborto con medicamentos -considerado la elección de preferencia si no existen contraindicaciones- ha sido rápida y eficaz realizándose además estudios clínicos para comprobar su eficacia y efectos secundarios. El medicamento de referencia utilizado ha sido la mifepristona. El régimen habitual es de mifepristona y misoprostol por vía oral, hasta los primeros 49 días desde el comienzo del embarazo. En Túnez suelen ser las parteras profesionales las que proporcionan la mayoría de los servicios de aborto con medicamentos bajo receta médica; el aborto con medicamentos se puede realizar hasta las nueve semanas después del inicio del embarazo y el uso domiciliario de misoprostol es de rutina en varios ámbitos. Actualmente, misoprostol es administrado por vía sublingual y la vía bucal se está estudiando. Los servicios de aborto con medicamentos pronto son ofrecidos por el sector público aunque quieren ofrecerse en el sector privado. También se ofrecen en hospitales para la interrupción del embarazo en el segundo trimestre.

## Número de abortos
En 1996 se practicaron 19.000 abortos en Túnez. Según la doctora Selma Hajri, endocrinóloga, investigadora en salud reproductiva y coordinadora de la red African Network for Medical Abortion (ANMA) -red afiliada al Consorcio Internacional sobre Aborto con Medicamentos (ICMA) hasta 2010 se habrían realizado 25.000 abortos con medicamentos en 15 de las 24 regiones de Túnez donde se implantó. Se pretende que los servicios de aborto con medicamentos se extienda a las otras regiones para fines del año 2011.

### Número de abortos con medicamentos
En las zonas o regiones donde puede realizarse el aborto con medicamentos alcanzar entre un 60% y un 70% de todos los abortos inducidos, cifras similares a las de países europeos donde se ha introducido e implantado esta práctica.
Para la doctora Selma Hajri El procedimiento de aborto con medicamentos fue aceptado por las mujeres y profesionales de la salud de Túnez no solo como un método moderno y seguro, sino también como un medio para que las mujeres logren más autonomía y autodeterminación.